# 15 cm sIG 33
O 15 cm sIG 33 foi o canhão padrão da infantaria pesada alemã utilizado na Segunda Guerra Mundial. Foi a maior arma já classificada como canhão de infantaria por qualquer nação. 
Seu peso dificultava o uso em campo, e a arma foi mais de uma vez adaptada à chassis e outros meios de locomoção. Geralmente essas adaptações tinha "SIG 33" em seu nome, como o 15 cm sIG 33 auf Fahrgestell Panzerkampfwagen II (Sf).
As fontes diferem na história do desenvolvimento, mas a arma tinha o modelo convencional de sua época.